# 吉祥寺バウスシアター
吉祥寺バウスシアター（きちじょうじ - 、Kichijoji Baus Theater.）は、東京都武蔵野市吉祥寺本町に所在した映画館、ライブハウス。ロードショーの他に単館系作品も上映していた。合資会社武蔵野映画劇場（代表社員：本田拓夫）が運営。

## 概要

### M.E.G.時代
1925年より無声映画上映、興行を行っていた「井の頭会館」を経営する本田家により、吉祥寺初の洋画専門劇場「ムサシノ映画劇場（武蔵野映画劇場、吉祥寺ムサシノ、M.E.G.）」として1951年に開館する。寺院の土地を借りての開館だったが、当時は映画館としての営業許可が下りずルーテル（教会）を作るという名目で建設した。1971年に目の前の道がアーケード化。当時、吉祥寺にはライブハウスがなく、ロックをやりたいという若者の声も踏まえて音楽祭も開催。木造のため音漏れの心配があり批判を浴びたが、それならば思う存分やれる場所を作ろうと1983年より建て替えを始める。

### 吉祥寺バウスシアター
1984年に「吉祥寺バウスシアター」としてリニューアルオープン。オープン時は2劇場2スクリーン。
当初より映画だけでなく演劇、音楽ライブも視野に入れており、舞台の高さも当時の映画館で1 - 1.5メートルが通常であるところを、45センチメートルまで下げた。また名称も演劇場でも映画館としても使用できる「シアター」とした。なお、バウスはヨット用語で先端を「バウ」、後部を「スタン」と呼ぶことからの造語。つなげると「バウスタン」となることから、1階テナント部分を含めて「バウスタウン」と呼ぶようになる。
主に娯楽系作品からインディペンデント作品まで幅広く上映しており、また独自で上映会を開催していたほか、音楽のライブや演劇、春風亭柳昇一門などによる年4回の「シアター寄席」といったものまで多岐に展開した。
2014年6月10日をもって閉館、30年の歴史に幕を下ろした。近年の建物の経年劣化により、大規模修繕の必要性や厳しい市況から今後の長期的展望が見出せないことが理由。なお、4月26日より閉館当日まで足掛け2か月に亘り閉館イベント「THE LAST BAUS さよならバウスシアター、最後の宴」が開催され、目玉イベントの「第7回爆音映画祭」等を中心に3部構成で行われた。
2015年には建物が解体され、跡地はアミューズメントパーク「ラウンドワン吉祥寺店」となった。

### 閉館後
閉館後も吉祥寺のエンターテインメントの象徴として度々取り上げられている。
閉館の話を聞いたアップリンクの浅井代表が本田社長に「お金はないけど、引き継ぎたい」と申し出たが実現には至らなかった。しかし、2018年12月には「アップリンク吉祥寺パルコ」を展開することになった。
その後、バウスシアターの意志を継ぐとの触れ込みで「デジタルワークスエンタテインメント」（東京・渋谷）が2017年4月15日に「ココロヲ・動かす・映画館〇吉祥寺ココマルシアター」を開設。前日の14日に武蔵野公会堂で開催されたオープン記念前夜祭には、ココマル総支配人の樋口義男とバウスシアター元支配人の本田拓夫のトークショーも行った（2019年9月閉館）。
2025年、吉祥寺バウスシアターの歩みを描いた映画『BAUS 映画から船出した映画館』が全国公開された。

## 沿革

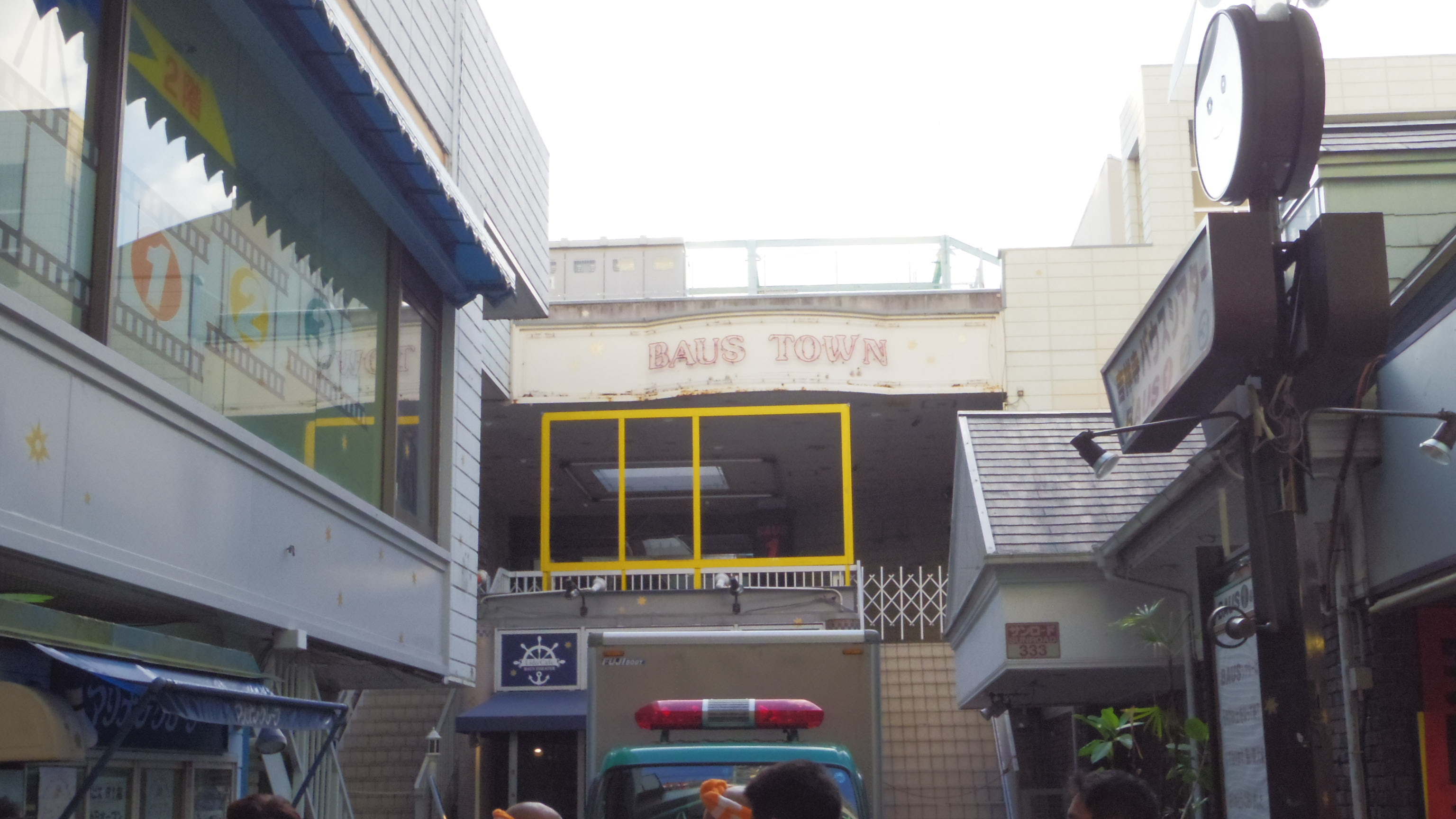
閉館後の吉祥寺バウスシアター

- 1925年、株式会社井の頭会館が井の頭公園通り（現在の吉祥寺通り）に映画館「吉祥寺館」（井の頭会館とも表記[1]）を開館（閉館時期不明）[6]。
- 1951年 井之頭会館系列の合資会社武蔵野映画劇場[7]が「ムサシノ映画劇場（通称：吉祥寺ムサシノ、M.E.G.）」を開館する（約500席）[8]。
- 1983年、建て替えのため閉館。映画娯楽を絶やさないこと、スタッフの勤務先として近隣の本田ビル5階で「シネピット5」を期間限定でオープン[1]。軽食を食べながらビデオ上映（35ミリフィルム、16ミリフィルムも上映）が楽しめる施設であった。
- 1984年3月1日、「吉祥寺バウスシアター」として再開館、「バウス1」（218席）と「JAV50」（50席）の2館体制となる。
- 1995年4月15日 「JAV50」を改装し、「バウス2／JAV」としてリニューアルする。
- 2000年4月29日 「バウス3」（105席）を新設し、3館体制となる。
- 2004年5月1日 「爆音映画祭」の礎となったオールナイトイベント「爆音で聴く映画の夜」を、樋口泰人の株式会社boidとともに開催する。
- 2008年5月17日 - 23日 「第1回爆音映画祭」開催。以後、毎年開催される。
- 2010年 「バウス1」に3Dデジタルシネマシステムを導入する。
- 2013年5月 シアター階下１階部分に入居していた衣料品店の退去後に、イートインスペース「Lido Cafe」を開設する。
- 2014年
4月26日 - 6月10日 閉館イベント「THE LAST BAUS さよならバウスシアター、最後の宴」を開催する。
5月31日 閉館企画「第7回爆音映画祭」の終了をもって映画作品の上映を終える。
6月10日 閉館企画「ライヴハウスバウス」の終了をもって完全に閉館、30年[9]の歴史に幕を下ろす。
- 2016年
2月8日 本田拓夫代表が吉祥寺本町1丁目8番14号ホンダビル5Fに株式会社本田プロモーションBAUSを設立。[10]
4月16日 シネマート新宿等で行った『地獄の黙示録 劇場公開版＜デジタル・リマスター＞』のリバイバル上映に際し、フィルムを提供する[11]。
4月22日 本田プロモーションBAUS製作の井の頭公園開園100年記念映画『PARKS パークス』一般公開。
- 2018年
12月13日 本田代表の著書『吉祥寺に育てられた映画館 イノカン・MEG・バウス 吉祥寺っ子映画館三代記』が文藝春秋企画出版より出版される[12]。
- 2019年
5月11日 - 17日 吉祥寺アップリンクにて、本田プロモーションBAUS製作の短編映画『ブルー・キャット・ブルース』が『PARKS パークス』とともに「吉祥寺公園通り商店会創立80周年記念＋本田拓夫著『吉祥寺に育てられた映画館』出版記念上映[13]」として一般公開[14]。

## 各館の特徴
- バウス1

定員218人。丸の内ルーブル系の作品など、洋画の大作や話題作を中心に上映した。また、音楽のライブや演劇、寄席などの催しも行っていた。前方の席は取り外しが可能で、ライブや『グレイトフル・デッド・ムーヴィー』上映の際は立見席やダンスフロアとして機能。看板色は赤。支配人による上映映画のテーマは「ロードショー」。
杮落とし上映は橋浦方人『蜜月』（1984）。同日には『カバー・ガール』（1944）『ジョルスン物語』（1948）もシークレット上映している。
＜ライブを行った主なグループ・個人（「武蔵野フォークジャンボリー」「THE CARNIVAL」「吉祥寺音楽祭」参加者を含む＞
中川五郎、斉藤哲夫、友部正人、友川カズキ、なぎら健壱、高田渡、有頂天、少年ナイフ、中山ラビ、加川良、遠藤賢司、ばちかぶり、筋肉少女帯、あがた森魚、町田町蔵＆人民オリンピックショー、シーナ&ザ・ロケッツ、南正人、JUN SKY WALKER(S)、みなみらんぼう、上々颱風、電気グルーヴ、中川イサト、ゆらゆら帝国、灰野敬二、すかんち、THE YELLOW MONKEY、真心ブラザーズ、エレファントカシマシ、怒髪天、PANTA、渋さ知らズ、宇崎竜童、井上堯之、遠藤ミチロウ、THE WILLARD、ラフィンノーズ、SODOM、長島ナオト
＜演劇・舞踏公演を行った主な劇団・個人＞
草村礼子、劇団３◯◯、演劇実験室◎万有引力、状況劇場、遊◎機械/全自動シアター、月蝕歌劇団、パパ・タラフマラ、劇団黒テント、大人計画
- バウス2／JAV

定員50人。当初は「JAV50」という名称だったミニシアター。アート系作品の他、テーマ毎の特集上映も行っていた。JAVは面白いことを「小出しにする」意味。
開館時は建築基準法により許可が下りず座席が置けなかったため、スタンディングのみ。またバウス1の控室にも使われた。のちに座席を置いた際も1990年代まではソファーであった。看板色は黄色。支配人による上映映画のテーマは「趣味」。
杮落とし上映は『オードリー・ヘプバーン特集上映』（マイ・フェア・レディ、ティファニーで朝食を、ローマの休日、麗しのサブリナ）
- バウス3

定員105人。2000年4月29日に新設。丸の内ピカデリー2・3や新宿ピカデリー系の作品など、やや特徴のある洋画や邦画を中心に上映していた。看板色は緑。支配人による上映映画のテーマは「ミニシアター」。
以前はテナントスペースであり、焼き肉店やプールバー、インド料理店が入居。何も入居していない間には16ミリフィルムを上映する仮スペースとして使用していたこともある。杮落とし上映は『スクリーム3』。